# سینما نادر

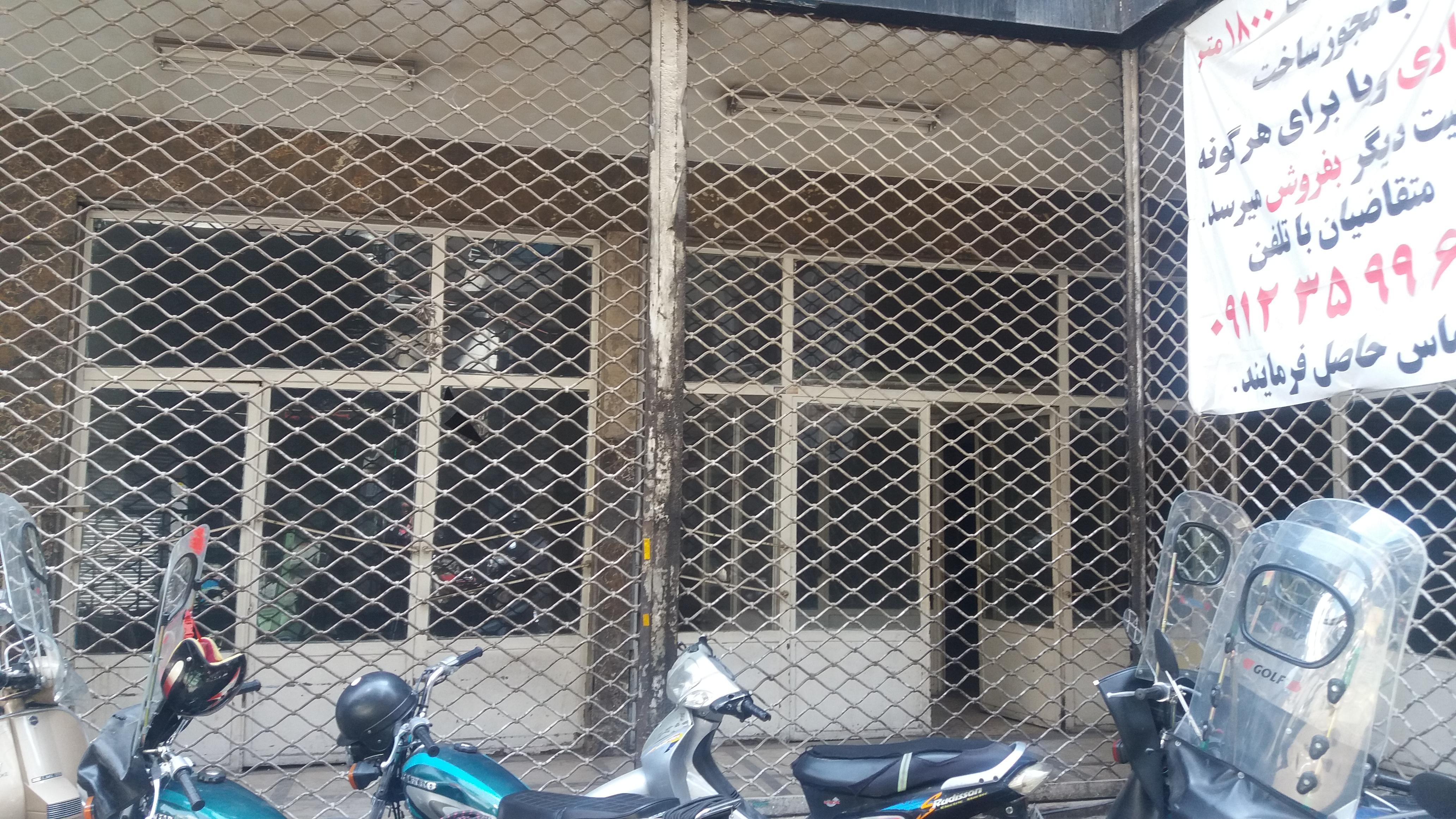
ورودی سینما نادر، ۱۳۹۵

سینما نادر یکی از سینماهای خیابان لاله زار واقع در کوچه باربد یا کوچه ملی سابق است که در سال ۱۳۱۲ با نام «رویال» شروع به‌کار کرد. در سال ۱۳۴۲ این سینما توسط ناصر مجدبیگدلی و شرکا با نام جدید «سینما نادر» و اکران فیلم مرد میدان مجدداً شروع به کار کرد و تا سال ۱۳۸۸ فعال بود. اما از آن پس، به دلیل ممنوعیت اکران فیلم در این سینما پس از آن تعطیل شد. در طبقه بالای این سینما دفتر گروه سینماهای متحد تهران قرار داشت که فیلم تولید می‌کردند و افرادی مانند ساموئل خاچیکیان، خسرو پرویزی و صابر رهبر در آن اتاق کار داشته‌اند. در این دفتر، فیلم‌هایی همچون شبح کژدم، شکار خاموش، لنگرگاه، ویزا، حادثه و غیره ساخته شده‌است. ۲۰ سینما در خیابان لاله زار فعال بوده‌است که ۶ سالن آن در کوچه باربد قرار داشت. به خاطر وجود سینما ملی در این کوچه، به آن کوچه ملی می‌گفتند اما متأسفانه هیچ‌کدام از این سینماها باقی نمانده و بعضی از آنها انبار وسایل برقی شده و آخرین بازمانده نیز تعطیل شده‌است.